# Dentiporella sardonica
Dentiporella sardonica is een mosdiertjessoort uit de familie van de Phidoloporidae. De wetenschappelijke naam van de soort is, als Cellepora sardonica, voor het eerst geldig gepubliceerd in 1879 door Waters.